# 1998 au Yukon
Chronologie du Yukon
- 1994
- 1995
- 1996
- 1997
- 1998
- 1999
- 2000
- 2001
- 2002

Cette page concerne des événements d'actualité qui se sont produits durant l'année 1998 dans le territoire canadien du Yukon.

## Politique
- Premier ministre : Piers McDonald (NPD)
- Chef de l'Opposition officielle : John Ostashek (Parti du Yukon)
- Commissaire : Judy Gingell
- Législature : 29e

## Événements
- Création du Parc territorial Tombstone.
- Lors de la course à la direction, Pat Duncan devient la première femme à être chef du Parti libéral du Yukon.
- 13 juin : Célébration du 100e anniversaire du territoire du Yukon.

## Décès
- 31 mars : Yolanda Burkhard (en), mairesse de Dawson City (1976-1978) (º 27 octobre 1930)